# Sankt Egidien
Sankt Egidien là một đô thị thuộc huyện Zwickau, bang Sachsen, nước Đức.